# Slot Köpenick
Slot Köpenick is een barokpaleis in het Berlijnse stadsdeel Köpenick in het district Treptow-Köpenick.
Het Schlossinsel, een eiland in de rivier de Dahme, heeft een rijke geschiedenis van bewoning en behoort, samen met Spandau en Cölln, tot een van de oudst bewoonde plekken in Berlijn. Door de eeuwen heen zijn verschillende vestingen op deze locatie gebouwd en weer gesloopt. Uiteindelijk, in 1558, werd het huidige slot in opdracht van Joachim II Hector van Brandenburg gebouwd als jachthuis in de elegante renaissancestijl.
In de loop der tijd onderging het slot verschillende uitbreidingen, met name vanaf 1677, toen Frederik I van Pruisen het uitbreidde. Rutger van Langefelt, afkomstig uit Nijmegen, was de verantwoordelijke architect voor deze verbeteringen. In de 19e eeuw werden twee poortgebouwen toegevoegd, die het geheel nog indrukwekkender maakten. Al sinds 1690 bevindt zich ten zuiden van het slot een prachtige kleine Franse tuin, die bijdraagt aan de schoonheid van het paleis.
Omdat het kasteel tijdens de Tweede Wereldoorlog gespaard is gebleven van bombardementen, is de barokke kamerdecoratie vrijwel onaangetast gebleven.
Tegenwoordig dient Slot Köpenick als een nevenvestiging van het Kunstgewerbemuseum, een Berlijns museum voor toegepaste kunst, met haar hoofdvestiging in het Kulturforum Berlin. Het slot werd in 1963 voor het eerst in gebruik genomen als museum, en de collectie is sindsdien voortdurend uitgebreid met waardevolle kunstobjecten en tentoonstellingen. 